# 拉斯蛇綿鳚
拉斯蛇綿鳚，為輻鰭魚綱鱸形目绵鳚亞目绵鳚科的其中一種，分布於北太平洋區，從鄂霍次克海至美國華盛頓州海域，屬深海底棲性魚類，棲息深度在水深900至1500公尺，體長可達22.4公分。

## 扩展阅读
維基物種上的相關：拉斯蛇綿鳚